# Аш-Шарх
Аш-Шарх (араб. الشرح — Раскрытие) — девяносто четвертая сура Корана. Сура мекканская.  Состоит из 8 аятов.

## Содержание
В ней повествуется о том, что Аллах раскрыл своему пророку сердце, сделав его местом секретов и знаний, и облегчил ему возникающие при проповеди тяготы. Затем в аятах речь идет о неизменном правиле Аллаха сочетать тяготы с облегчением. Аяты призвали посланника, совершив одно благодеяние, тотчас же усердствовать в совершении других благодеяний, а также обращаться только к Аллаху.

 Разве Мы не раскрыли для тебя грудь твою ۝ и не сняли с тебя ношу, ۝ которая отягощала твою спину? ۝ Разве Мы не возвеличили для тебя славу твою? ۝ Воистину, за каждой тягостью наступает облегчение. ۝ За каждой тягостью наступает облегчение. ۝ Посему, как только освободишься, будь деятелен (как только освободишься от мирских дел, усердно поклоняйся Аллаху, или, как только завершишь намаз, усердно взывай к Аллаху с молитвами) ۝ и устремись к своему Господу.
—  94:1—8 (Кулиев)